# گیدئون استالبرگ
آندرس گیدئون تام استالبرگ (سوئدی: Anders Gideon Tom Ståhlberg، اسپانیایی: Gedeón Stahlberg‎، زادهٔ ۲۶ ژانویه ۱۹۰۸ میلادی، سورته در نزدیکی یوتبری– مرگ ۲۶ مه ۱۹۶۷ میلادی، سن پترزبورگ) استادبزرگ شطرنج سوئدی‌تبار اهل آرژانتین بود.
او فاتح مسابقات قهرمانی شطرنج سوئد در ۱۹۲۷ میلادی و قهرمان مسابقات شمال اروپا در سال ۱۹۲۹ میلادی شد. استالبرگ پس از پیروزی در برابر ستارگانی همچون اشپیلمن و نیمزوویچ به ترتیب در سال‌های ۱۹۳۳ میلادی و ۱۹۳۴ میلادی، کسب مقام سوم (پس‌از الکساندر آلخین) در درسدن ۱۹۳۶ میلادی و مقام دوم (پس‌از فاین) در استکهلم ۱۹۳۷؛ به شهرت رسید.